# Heteropsammia cochlea
Heteropsammia cochlea is een rifkoralensoort uit de familie van de Dendrophylliidae. De wetenschappelijke naam van de soort werd voor het eerst geldig gepubliceerd in 1781 door Spengler. De soort is inheems in het Indo-Pacifische gebied.

## Beschrijving
Dit kleine solitaire vrijlevende koraal, niet meer dan 2,5 cm in doorsnee, zit niet vast aan de zeebodem. Het bestaat uit een of twee koraallieten in de vorm van een acht, van bovenaf bekeken, waardoor het gemakkelijk te identificeren is. De basis die in contact staat met de bodem is relatief cirkelvormig, afhankelijk van de aard van het substraat is deze ofwel vlak of licht gekield. De basis heeft een opening die een commensale worm huisvest die behoort tot de familie Aspidosiphonidae. De algemene kleur is geelachtig, grijsachtig of groenachtig. De polieptentakels zijn vooral 's nachts zichtbaar.

## Verspreiding & leefgebied
Heteropsammia cochlea is wijdverbreid in de tropische en subtropische wateren van het Indo-West Pacific-gebied, van de oostkust van Afrika, inclusief de Rode Zee, tot de Filipijnen en van Zuid-Japan tot Australië en Nieuw-Caledonië. Deze soort houdt van een vlakke zeebodem of met een flauwe helling, van een meter tot 40 meter diep.